# Liste der Kulturdenkmäler in Lingerhahn
In der Liste der Kulturdenkmäler in Lingerhahn sind alle Kulturdenkmäler der rheinland-pfälzischen Ortsgemeinde Lingerhahn aufgeführt. Grundlage ist die Denkmalliste des Landes Rheinland-Pfalz (Stand: 27. Oktober 2023).

## Einzeldenkmäler
| Bezeichnung                           | Lage               | Baujahr | Beschreibung | Bild                           |
| ------------------------------------- | ------------------ | ------- | --- | ------------------------------ |
| Katholische Pfarrkirche St. Sebastian | Ringstraße 34 Lage | 1923/24 | Bruchsteinsaal, Entwurf 1913/14, Architekt Ludwig Becker, Mainz, 1923/24 ausgeführt, querhausartiger kleinerer Saal bezeichnet 1773 | weitere Bilder Fotos hochladen |